# Дефастенизм

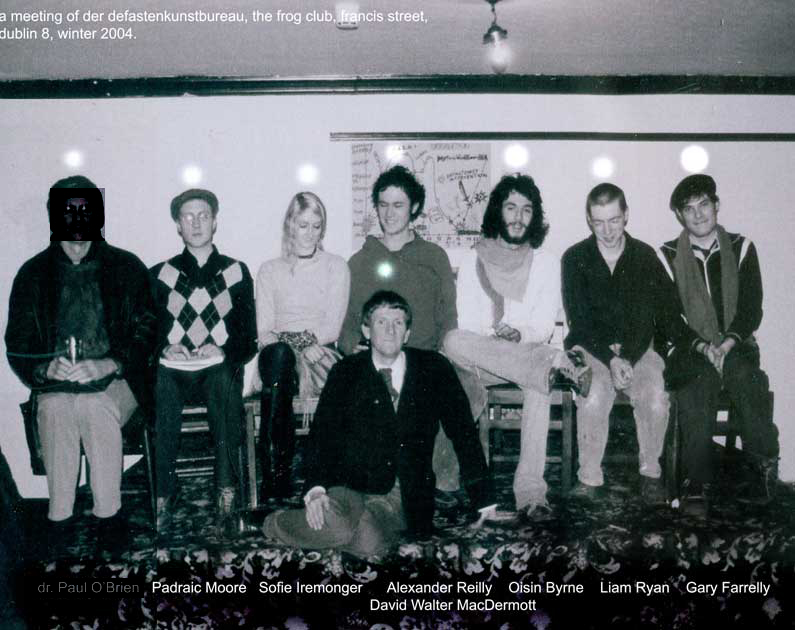
Собрание художников-дефастнистов. Дублин, 2004

Дефастенизм (англ. Defastenism; также движение дефастенистов, The Defastenist Party) ― ремодернистское художественное течение, появившееся в Дублине в 2004 году. Среди его основателей ― Гэри Фаррелли, Падрайк Э. Мур, Александр Рейли, Лиам Райан, Софи Иремонгер и Несса Дарси.

## Происхождение
В мае 2004 года студенты Дублинского национального колледжа искусств и дизайна Гари Фаррелли, Бен Маллен, Александр Рейли и Шонан Керр объединились, чтобы основать новое течение в изобразительном искусстве. Мур, Фаррелли и Рейли совместно написали «Манифест дефастенистов», в котором изложили свои идеи и взгляды на современное искусство. В дальнейшем к движению присоединились различные художники, музыканты, архитекторы, писатели, режиссёры и дизайнеры. Дефастенисты вышли из рядов ремодернистов. Термин «Дефастенизм» был введён самими художниками движения. Падрайк Мур объяснял его следующим образом:
Именование обусловлено идеей расстёгивания метафорического ремня безопасности. Концепт заключается в том, чтобы освободиться от пут современности. Аэроплан ― постоянный мотив в искусстве дефастенистов и один из символов, который, как мы считаем, определяет дух времени.
Дефастенисты считают, что современная культура страдает от «культурного паралича», и стремятся провести революцию «энергии и жизненной силы».
Дефастенисты выделяются ярко выраженным театральным, пропагандистским и риторическим стилем (напоминающий движения начала XX века, такие как дадаизм). Их творчество имеет некоторые параллели с сюрреализмом.
В 2007 году, после того, как один из основателей течения Александр Рейли покинул группу, наиболее видными членами движения являются Лиам Райан (Лондон), Падрайк Э. Мур, Гари Фаррелли (Париж), Дэвид Турпин (Дублин), Донна Мари О'Донован (Дублин) и Кристоф Кронке (Берлин).

## Философия
В своём манифесте дефастенисты отмечают следующие взгляды на искусство:
1. Мы считаем, что искусство ― это миссия, требующая полного фанатизма.
2. Наш долг, как дефастенистов, состоит в том, чтобы полностью выразить наши фетиши, навязчивые идеи и желания посредством материальных форм культурного производства.
3. Мы выступаем против эстетической дематериализации и преданны художественному объекту, навязчивое воспроизведение которого проявляется во всех аспектах деятельности дефастенистов.
4. Наш процесс тщательного производства во всех средствах массовой информации отражает фундаментальную веру в утопические функции искусства.
5. Мы отвергаем цинизм и недовольство. Мы связаны с отцами-основателями и матерями модернизма и разделяем их веру в прогресс.
6. Дефастенизм предлагает искусство, которое охватывает всё. Наша практика объединяет сознательное и бессознательное, частное и общественное. Дефастенизм предполагает ностальгию; это настоящее и будущее.
7. Движение дефастенистов и его члены берут на себя активную роль в реализации личных и профессиональных амбиций, сохраняя при этом полную лояльность к движению.
8. Мы стремимся быть как корпорацией, так и учреждением, полным правил и строгости.
9. Во все времена будет действовать физический штаб, из которого мы проводим наши предприятия и кампании.

## Мероприятия
Первоначально дефастенисты устраивали кабаре в Дублине (Cabaretta Defastena), а также проводили различные выступления, лекции и сольные концерты в Голуэе, Белфасте, Лондоне, Париже и Берлине. Они организовали групповые шоу в Дублине, Лимерике, Берлине и Париже, демонстрирую различные инсталляции.

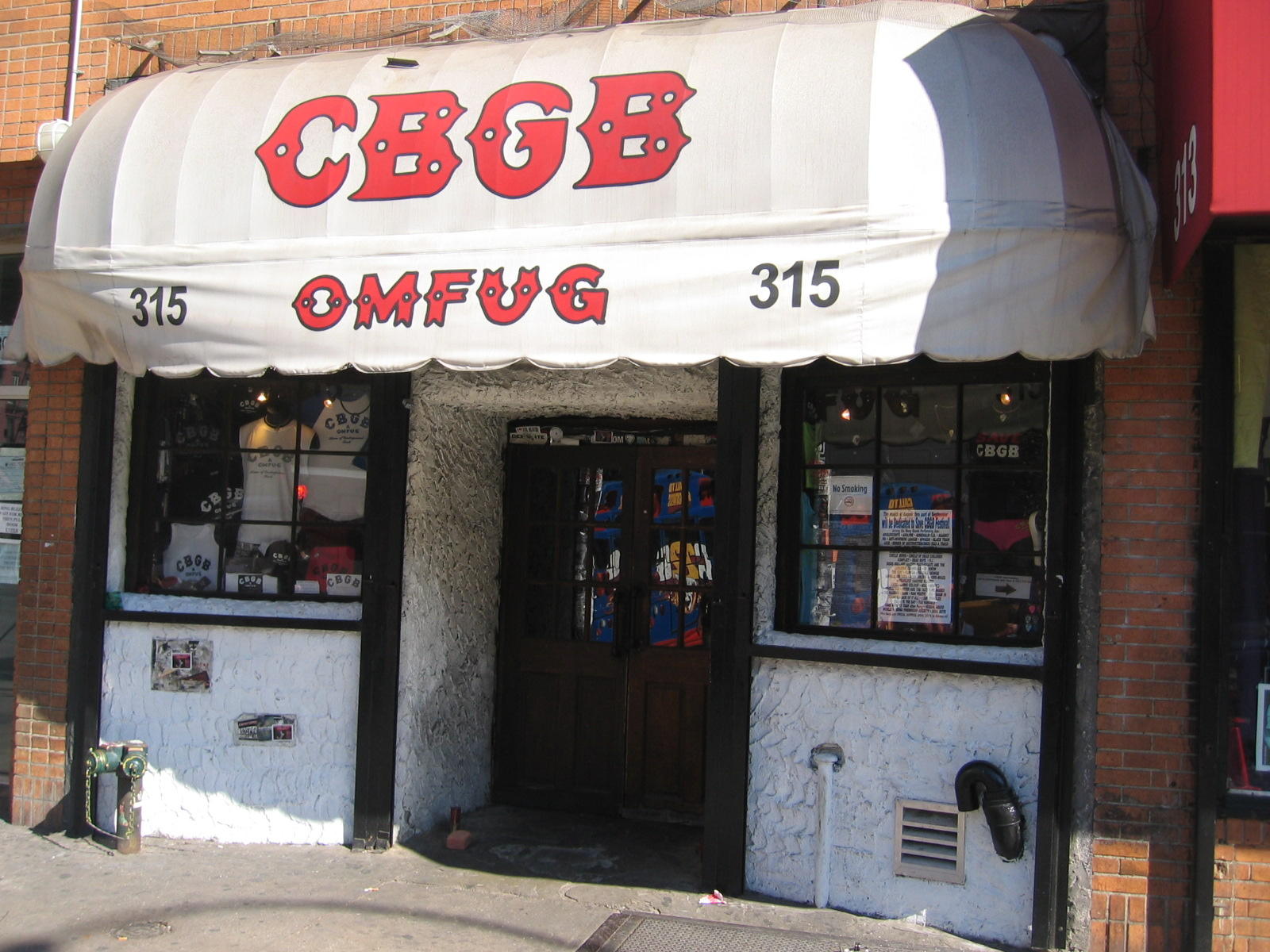
CBGB, Нью-Йорк

В 2005 году дефастенисты организовали «провокационную, молодую и энергичную выставку» в Ирландском музее современного искусства. В мае 2005 года в журнале The Dubliner о них появился следующий отзыв:
В августе 2005 года Гэри Фаррелл и Алекс Райли представляли дефастенистов на выставке Addressing the Shadow and Making Friends with Wild Dogs: Remodernism в галерее CBGB в Нью-Йорке, выступив наряду с художниками-стакистами и кинематографистами-ремодернистами.
В 2005 году к группе присоединилась Виктория Мэри Кларк, писательница, а ныне жена Шейна Макгоуэна.
Кларк затем исполнила хеппенинг, снятый Sky One, включавший в себя художественный показ в шатре на лужайке, коронацию Марины Гиннес в качестве королевы дефастенистов, танцы на шесте, поездку на метеоритную площадку, сожжение чучела негатива, а также поглощение вёдер с Pimms и клубникой на обнажённом теле Софи Иремонгер.
Третья выставка дефастенистов состоялась в Либерти Холл, Дублин, 14 сентября 2005 года.
В Galerie W в Париже представлена постоянная выставка работ дефастенистов.

## Кризис и упадок
Как единая группа дефастенисты не выставлялись и не публиковались с начала 2006 года. Однако всех художники продолжают работать в соответствии с идеалами, выраженными в манифесте движения. Некоторые члены группы также принимают участие в проектах, не связанных с дефастенизмом.